# National Recovery Administration

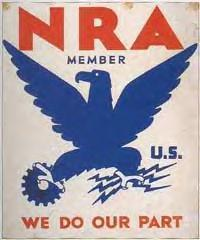
NRA Poster mit "Blauem Adler" (Blue Eagle) zum Aushang in kooperierenden Geschäften.

Die National Recovery Administration war eine von US-Präsident Franklin D. Roosevelt als Teil des New Deal ins Leben gerufene Bürokratie zur Bekämpfung der Weltwirtschaftskrise. Die National Recovery Administration sollte Elemente wirtschaftlicher Zentralplanung in die liberale Marktordnung einführen. 

## Allgemein
Roosevelt wollte mit ihr den Kurs strikter Haushaltskonsolidierung unter Herbert Hoover korrigieren, der nach Ansicht Roosevelts die Massenarbeitslosigkeit verschärft hatte. Die NRA wurde durch den National Industrial Recovery Act (NIRA) geschaffen. 
Hauptzweck war eine Regulierung der Produktion um Überproduktion wie ebenso ruinösen Wettbewerb zu verhindern. Nach ihrer Grundkonzeption sollten einerseits die Zulässigkeit von Kartellen und Monopolen dem Unternehmenssektor einen „fairen“ und nicht „destruktiven“ Wettbewerb garantieren, andererseits sollten Mindestlöhne, das Verbot der Kinderarbeit und ähnliche Maßnahmen die Lage der Beschäftigten und der Arbeitslosen verbessern. Dementsprechend war das Gesetz in zwei Hauptstücke gegliedert.
Der Vorsitzende General Hugh S. Johnson hatte planwirtschaftliche Erfahrungen als Leiter der Moline Plow Company gesammelt.
Vertreter der Geschäftswelt waren in erheblichen Umfang an der NRA beteiligt und arbeiteten eng mit der Regierung zusammen. Zu den Vertretern gehörten W. Averell Harriman, Edward R. Stettinius (US Steel), Walter Teagle Standard Oil und Gerard Swope (General Electric). Chemieindustrie und Stahlindustrie waren besonders von der NRA begeistert. Stahlindustrielle wie z. B. Myron Taylor oder Charles Schwab begrüßten besonders die Möglichkeit, die in Verfall geratenen Preise unter Kontrolle zu bekommen. Die NRA beruhte nach Callum A. MacDonald auf Kompromissen mit mächtigen privaten Interessen und weniger auf dem Oktroi eines Zentralverwaltungsstaates.
Das auf zwei Jahre befristete Gesetz wäre im Juni 1935 ausgelaufen, es wurde aber noch Ende Mai 1935 vom Obersten Gerichtshof der USA durch einstimmige Entscheidung für verfassungswidrig erklärt. Vor allem die mit der Regulierungstätigkeit der NRA verbundene umfassende Bürokratisierung hatte in weiten Kreisen politischen Unwillen erregt. Paul Bang beschrieb die NRA als „planwirtschaftlichen Wasserkopfapparat“.
Als mit Beginn von Roosevelts zweiter Amtszeit deutlich wurde, dass planwirtschaftliche Maßnahmen wie die Einrichtung der NRA keine reale Verbesserung der wirtschaftliche Lage brachten, wandte sich Roosevelt wieder dem Konzept der Open Door Policy auf dem Weltmarkt zu. In maßgeblichen Kreisen der amerikanischen Politik war man der Überzeugung das freies Unternehmertum und liberales politisches System, von einem sich ständig erweiternden, unteilbaren Weltmarkt abhängig sind, der abhängig von einer harmonischen Weltordnung ist, die auf der einvernehmlichen Anerkennung des Prinzips der Offenen Tür beruht.

## Kritik
Der Präsident der United States Chamber of Commerce Silas Strawn erklärte 1934, dass mit dem New Deal angesichts des Experimentes mit der NRA, die Gefahr einer politischen Diktatur heraufbeschworen werde, wie man sie aus der Sowjetunion, Italien und Deutschland kenne.